# Mona McBurney
Mona Margaret McBurney (29 juillet 1862 - 4 décembre 1932) est une pianiste, professeur et compositrice britannique qui vécut et travailla en Australie,,.

## Biographie
Mona McBurney nait le 29 juillet 1862 à Douglas, Île de Man, la plus jeune d'une fratrie de six enfants. Ses parents sont le professeur et érudit Isaïe McBurney et la professeur d'art et de musique Margaret McBurney. Mona étudie la musique à Édimbourg avec Sir Alexander Mackenzie qui sera plus tard directeur de la Royal Academy of Music.
La famille émigre à Victoria, en Australie, en 1881 et s'installe à Geelong. McBurney entre au Ladies' College dont son frère Samuel en est le directeur puis à l'Université de Melbourne en 1881. En 1892 elle poursuit ses études à l'Université de Melbourne où elle étudie la musique avec George Marshall-Hall (en) ; elle est diplômée en 1896. Elle est la première femme diplômée en musique dans une université australienne,.
Après avoir terminé ses études McBurney travaille comme compositrice et professeur. En 1907 elle dirige un orchestre de femmes qui interprète une de ses compositions, Northern Ballad. En 1918 elle prend un poste de professeur de français et d'italien au University of Melbourne Conservatorium et en 1921 un poste de professeur d'italien à l'Albert Street Conservatorium ; elle occupe ces postes jusqu'à sa mort de pneumonie chez elle à Melbourne le 4 décembre 1932,.
McBurney était active dans les sociétés littéraires et musicales et fournissait des lieux de rencontre pour jeunes musiciens et compositeurs. Elle n'a jamais été mariée,.
Son élève la plus célèbre, Margaret Sutherland, parle d'elle comme « l'une des personnes les plus sensibles, les plus douces et les plus dynamiques que j'aie jamais connues. »,

## Œuvres
McBurney a composé un opéra, un concerto pour piano et orchestre, un quatuor à cordes, deux odes chorales, une série de pièces pour piano et une trentaine de chansons. Son opéra The Dalmatian est le premier composé par une femme à avoir été joué en Australie.
- Ode to Dante, 1902
- The Dalmatian, opéra, livret adapté d'un roman de F. Marion Crawford, Marietta: A Maid of Venice, 1910[8],[9]
- Northern Ballad fpour orchestre, 1907
- Quatuor à cordes en sol mineur[10]
- Bardic Ode From Ossian[11]
- Persian Song of Spring sur de parole d'un texte du XIVe siècle d'Hafiz[12]
- To my Friends the Birds[13]
- O Bella Italia, addio[14]
- Shrine of Remembrance [15]
- Waldtraut's Song, paroles tirées de Der wilde Jager de Julius Wolff (en)[16]
- An Elizabethan Madrigal [17]
- A mes amis, les oiseaux, paroles tirées d'un texte de Jean Jacques Rousseau
- Chansonnette sur un poème français du XVe siècle[18]
- Song on May Morning
- Gavotte